# Journal of botany, British and foreign.
Journal of botany, British and foreign. (w piśmiennictwie naukowym cytowane jako J. Bot.) – wychodzące w Anglii czasopismo naukowe. Publikowało artykuły z zakresu botaniki i mykologii. Czasopismo wychodziło w latach 1864–1923, jego artykuły pisane były w języku angielskim. Wychodziło także pod alternatywnymi tytułami Journal of botany i Trimen's journal of botany.
Prawa autorskie do artykułów i ilustracji już wygasły. Wszystkie numery czasopisma zostały zdigitalizowane i są dostępne w internecie. Opracowano 5 istniejących w internecie skorowidzów umożliwiających odszukanie artykułu:
- Title – na podstawie tytułu
- Author – na podstawie nazwiska autora
- Date – według daty
- Collection – według grupy zagadnień
- Contributor – według instytucji współpracujących

Istnieje też skorowidz alfabetyczny obejmujący wszystkie te grupy zagadnień.